# J. Pauly & Sohn
J. Pauly & Sohn eller Pauly Beds er en østrigsk producent af senge, som er baseret i Wien.
Josef Pauly etablerede virksomheden i Wien i 1838, da han modtog en licens til at producere madrasser og senge til kejser Ferdinand I af Østrig (1793-1875).